# American Football League of China 2015
La American Football League of China 2015 è stata la 3ª edizione del campionato cinese di football americano di primo livello, organizzato dalla AFLC.
La finale è stata giocata il 16 gennaio 2016.

## Squadre partecipanti
| Club                   | Città     | Stadio | Sponsor ufficiale | Risultato nella stagione 2014 |
| ---------------------- | --------- | ------ | ----------------- | ----------------------------- |
| Chengdu Pandaman       | Chengdu   |        |                   |                               |
| Chongqing Dockers      | Chongqing |        |                   |                               |
| Guangzhou Apaches      | Canton    |        |                   |                               |
| Guangzhou Tigers       | Canton    |        |                   |                               |
| Hong Kong Cobras       | Hong Kong |        |                   |                               |
| Hong Kong Combat Orcas | Hong Kong |        |                   |                               |
| Hong Kong Warhawks     | Hong Kong |        |                   |                               |
| Shanghai Nighthawks    | Shanghai  |        |                   |                               |
| Shanghai Titans        | Shanghai  |        |                   |                               |
| Shanghai Warriors      | Shanghai  |        |                   |                               |

## Stagione regolare

### Calendario

#### 1ª giornata
| 15 agosto 2015 | Shanghai Titans | 12 – 35 | Shanghai Nighthawks |  |

| 15 agosto 2015 | Chongqing Dockers | 0 – 6 | Chengdu Pandaman |  |

| 15 agosto 2015 | Hong Kong Combat Orcas | 0 – 68 | Hong Kong Warhawks |  |

| 15 agosto 2015 | Guangzhou Tigers | 0 – 17 | Hong Kong Cobras |  |

#### 2ª giornata
| 29 agosto 2015 | Shanghai Warriors | 46 – 6 | Chongqing Dockers |  |

| 29 agosto 2015 | Guangzhou Apaches | 6 – 35 | Hong Kong Warhawks |  |

| 29 agosto 2015 | Chengdu Pandaman | 14 – 42 | Shanghai Titans |  |

| 29 agosto 2015 | Hong Kong Combat Orcas | 0 – 57 | Hong Kong Cobras |  |

#### 3ª giornata
| 12 settembre 2015 | Hong Kong Cobras | 20 – 6 | Guangzhou Apaches |  |

| 12 settembre 2015 | Chongqing Dockers | 12 – 28 | Shanghai Nighthawks |  |

| 12 settembre 2015 | Chengdu Pandaman | 14 – 48 | Shanghai Warriors |  |

| 12 settembre 2015 | Hong Kong Combat Orcas | 0 – 58 | Guangzhou Tigers |  |

#### 4ª giornata
| 17 ottobre 2015 | Shanghai Nighthawks | 64 – 22 | Chengdu Pandaman |  |

| 17 ottobre 2015 | Shanghai Warriors | 30 – 16 | Shanghai Titans |  |

| 17 ottobre 2015 | Hong Kong Cobras | 20 – 12 | Hong Kong Warhawks |  |

| 17 ottobre 2015 | Guangzhou Tigers | 27 – 26 | Guangzhou Apaches |  |

#### 5ª giornata
| 31 ottobre 2015 | Shanghai Nighthawks | 32 – 30 | Shanghai Warriors |  |

| 31 ottobre 2015 | Guangzhou Apaches | 32 – 6 | Hong Kong Combat Orcas |  |

| 31 ottobre 2015 | Chongqing Dockers | 0 – 20 | Shanghai Titans |  |

| 31 ottobre 2015 | Guangzhou Tigers | 24 – 48 | Hong Kong Warhawks |  |

### Classifiche
Le classifiche della regular season sono le seguenti:
- PCT = percentuale di vittorie, G = partite giocate, V = partite vinte,  P = partite perse, PF = punti fatti, PS = punti subiti

#### AFLC North
| Pos. | Squadra             | PCT   | G | V | N | P | PF  | PS  |
| ---- | ------------------- | ----- | - | - | - | - | --- | --- |
| 1    | Shanghai Nighthawks | 1.000 | 4 | 4 | 0 | 0 | 159 | 76  |
| 2    | Shanghai Warriors   | .750  | 4 | 3 | 0 | 1 | 154 | 68  |
| 3    | Shanghai Titans     | .500  | 4 | 2 | 0 | 2 | 90  | 79  |
| 4    | Chengdu Pandaman    | .250  | 4 | 1 | 0 | 3 | 56  | 154 |
| 5    | Chongqing Dockers   | .000  | 4 | 0 | 0 | 4 | 18  | 100 |

#### AFLC South
| Pos. | Squadra                | PCT   | G | V | N | P | PF  | PS  |
| ---- | ---------------------- | ----- | - | - | - | - | --- | --- |
| 1    | Hong Kong Cobras       | 1.000 | 4 | 4 | 0 | 0 | 114 | 18  |
| 2    | Hong Kong Warhawks     | .750  | 4 | 3 | 0 | 1 | 163 | 50  |
| 3    | Guangzhou Tigers       | .500  | 4 | 2 | 0 | 2 | 109 | 91  |
| 4    | Guangzhou Apaches      | .250  | 4 | 1 | 0 | 3 | 70  | 88  |
| 5    | Hong Kong Combat Orcas | .000  | 4 | 0 | 0 | 4 | 6   | 215 |

## Playoff

### Tabellone
|  | Wild Card | Wild Card              | Wild Card |  |    | Quarti di finale   | Quarti di finale    | Quarti di finale |                     |                  | Semifinali        | Semifinali | Semifinali |  |  | III Finale | III Finale          | III Finale |
|  |           |                        |           |  |    |                    |                     |                  |                     |                  |                   |            |            |  |  |            |                     |            |
|  |           |                        |           |  |    | 1N                 | Shanghai Nighthawks | 1                |                     |                  |                   |            |            |  |  |            |                     |            |
|  | 4S        | Guangzhou Apaches      | 47        |  |    | 4S                 | Guangzhou Apaches   | 0                |                     |                  |                   |            |            |  |  |            |                     |            |
|  | 4S        | Guangzhou Apaches      | 47        |  | 1N | 4S                 | Guangzhou Apaches   | 0                | Shanghai Nighthawks | 1                |                   |            |            |  |  |            |                     |            |
|  | 5S        | Hong Kong Combat Orcas | 14        |  | 1N |                    |                     |                  |                     | 1                |                   |            |            |  |  |            |                     |            |
|  | 5S        | Hong Kong Combat Orcas | 14        |  | 2S | Hong Kong Warhawks | 0                   |                  |                     |                  |                   |            |            |  |  |            |                     |            |
|  |           |                        |           |  |    | Hong Kong Warhawks | 0                   | 2S               | Hong Kong Warhawks  | 62               |                   |            |            |  |  |            |                     |            |
|  |           |                        |           |  |    |                    |                     | 2S               | Hong Kong Warhawks  | 62               |                   |            |            |  |  |            |                     |            |
|  |           |                        |           |  |    | 3S                 | Guangzhou Tigers    | 0                |                     |                  |                   |            |            |  |  |            |                     |            |
|  |           |                        |           |  |    |                    |                     |                  |                     |                  |                   |            |            |  |  | 1N         | Shanghai Nighthawks | 30         |
|  |           |                        |           |  |    |                    |                     | 2N               | Shanghai Warriors   | 37               |                   |            |            |  |  |            |                     |            |
|  |           |                        |           |  |    | 2N                 | Shanghai Warriors   | 40               |                     |                  |                   |            |            |  |  |            |                     |            |
|  |           |                        |           |  |    | 3N                 | Shanghai Titans     | 23               |                     |                  |                   |            |            |  |  |            |                     |            |
|  |           |                        |           |  |    | 3N                 | Shanghai Titans     | 23               |                     | 2N               | Shanghai Warriors | 44         |            |  |  |            |                     |            |
|  | 4N        | Chengdu Pandaman       | 16        |  |    |                    |                     |                  |                     | 2N               | Shanghai Warriors | 44         |            |  |  |            |                     |            |
|  | 4N        | Chengdu Pandaman       | 16        |  | 5N | Chongqing Dockers  | 30                  |                  |                     |                  |                   |            |            |  |  |            |                     |            |
|  | 5N        | Chongqing Dockers      | 28        |  | 5N | Chongqing Dockers  | 30                  |                  | 1S                  | Hong Kong Cobras | 6                 |            |            |  |  |            |                     |            |
|  | 5N        | Chongqing Dockers      | 28        |  |    |                    |                     |                  | 1S                  | Hong Kong Cobras | 6                 |            |            |  |  |            |                     |            |
|  |           |                        |           |  |    | 5N                 | Chongqing Dockers   | 20               |                     |                  |                   |            |            |  |  |            |                     |            |

### Wild Card
| 14 novembre 2015 | Guangzhou Apaches | 47 – 14 | Hong Kong Combat Orcas |  |

| 14 novembre 2015 | Chengdu Pandaman | 16 – 28 | Chongqing Dockers |  |

### Quarti di finale
| 28 novembre 2015 | Shanghai Nighthawks | 1 – 0 | Guangzhou Apaches |  |

| 28 novembre 2015 | Shanghai Warriors | 40 – 23 | Shanghai Titans |  |

| 28 novembre 2015 | Hong Kong Cobras | 6 – 20 | Chongqing Dockers |  |

| 28 novembre 2015 | Hong Kong Warhawks | 62 – 0 | Guangzhou Tigers |  |

### Semifinali
| 19 dicembre 2015 | Shanghai Nighthawks | 1 – 0 | Hong Kong Warhawks |  |

| 19 dicembre 2015 | Shanghai Warriors | 44 – 30 | Chongqing Dockers |  |

### III Finale
| 16 gennaio 2016 | Shanghai Nighthawks | 30 – 37 | Shanghai Warriors |  |

## Verdetti
- Shanghai Warriors Campioni della Cina 2015